# Manbuta canidia
Manbuta canidia là một loài bướm đêm trong họ Erebidae.